# Sorex yukonicus
Sorex yukonicus е вид бозайник от семейство Земеровкови (Soricidae).

## Разпространение
Видът е разпространен в САЩ (Аляска).